# Погост (Гороховецкий район)
Погост — деревня в Гороховецком районе Владимирской области России, входит в состав Куприяновского сельского поселения.

## География
Деревня расположена в 10 км на юго-запад от центра поселения деревни Выезд и в 14 км на юго-запад от Гороховца.

## История
По переписным книгам 1678 года деревня входила в состав Флоровского прихода и значилась за братьями Нармоцкими, в ней был двор помещиков, 16 дворов крестьянских и 6 бобыльских.
В XIX — первой четверти XX века деревня входила в состав Кожинской волости Гороховецкого уезда, с 1926 года — в составе Гороховецкой волости Вязниковского уезда. В 1859 году в деревне числилось 35 дворов, в 1905 году — 50 дворов, в 1926 году — 47 дворов.
С 1929 года деревня входила в состав Сапуновского сельсовета Гороховецкого района, с 1940 года — в составе Княжичевского сельсовета, с 1954 года — в составе Красносельского сельсовета, с 1959 года — в составе Нововладимирского сельсовета, с 1977 года — в составе Арефинского сельсовета, с 2005 года в составе Куприяновского сельского поселения.

## Население
| 1859 | 1905 | 1926 | 2002 | 2010 | 2021 |
| ---- | ---- | ---- | ---- | ---- | ---- |
| 236  | ↘205 | ↗206 | ↘8   | ↘5   | ↗35  |